# Kjell Glennert
Kjell Ragnar Glennert, född 4 oktober 1930, död 11 november 1999, var Färjestad BK:s ordförande i över 38 år fram till sin död. Han var ett av de starkaste drivande namnen i elitserieklubbarnas bolag, Svenska Hockeyligan och satt också i Svenska Ishockeyförbundets styrelse.

## Biografi
Kjell Ragnar Glennert föddes 1930 på Söderviks gård i Övre Ullerud som den äldste av tre bröder. Fadern hette Rolf och var rättare på Karlstad Herrgård. Kjell studerade juridik på Stockholms högskola och fick sedan arbete som landsfiskal för Nyed och Hammarö.
Som 16-åring år 1947 valdes han in i Färjestad styrelse. När föreningens dåvarande ordförande Berndt Magnusson 1963 hastigt insjuknade och senare avled, valdes Kjell Glennert till ordförande då han under flera år tidigare fungerat som vice ordförande.
Kjell avled 11 november 1999, samma dag som han hade undertecknat klubbens köp av hockeyarenan Löfbergs Lila Arena av kommunen som precis startat byggnationen. Brodern Lars Glennert övertog då ordförandeskapet.
Bland alla utmärkelser han fick är nog Illis quorum den allra finaste. En kunglig medalj som instiftades av Gustaf III 1784. Här hamnade Kjell i sällskap med bland andra Raoul Wallenberg, Selma Lagerlöf och Birgit Nilsson.